# Bhutajana metallica
Bhutajana metallica es un coleóptero de la familia Chrysomelidae.
Fue descrita científicamente por primera vez en 1979 por Scherer.